# Eucirroedia brunneo-ochracea
Eucirroedia brunneo-ochracea är en fjärilsart som beskrevs av Embrik Strand 1921. Eucirroedia brunneo-ochracea ingår i släktet Eucirroedia och familjen nattflyn. Inga underarter finns listade i Catalogue of Life.